# Імантауський сільський округ
Іманта́уський сільський округ (каз. Имантау ауылдық округі, рос. Иманатуский сельский округ) — адміністративна одиниця у складі Айиртауського району Північноказахстанської області Казахстану. Адміністративний центр — село Імантау.
Населення — 2094 особи (2021; 2831 у 2009, 3666 у 1999, 4826 у 1989).
Станом на 1989 рік існувала Імантауська сільська рада (села Верхній Бурлук, Імантау, Цуриковка) Арикбалицького району. 2018 року було ліквідовано село Цуриковка.

## Склад
До складу округу входять такі населені пункти:
| Населений пункт      | Старі назви | Населення, осіб (1989) | Населення, осіб (1999) | Населення, осіб (2009) | Населення, осіб (2021) |
| -------------------- | ----------- | ---------------------- | ---------------------- | ---------------------- | ---------------------- |
| Верхній Бурлук, село | -           | 519                    | 453                    | 357                    | 217                    |
| Імантау, село        | -           | 4008                   | 3101                   | 2459                   | 1877                   |
| Цуриковка, село      | -           | 299                    | 112                    | 15                     | -                      |